# Glaphyropoma
Glaphyropoma es un género de peces de la familia Trichomycteridae en el orden de los Siluriformes.

## Especies
Las especies de este género son:
- Glaphyropoma rodriguesi de Pinna, 1992
- Glaphyropoma spinosum Bichuette, de Pinna & Trajano, 2008